# Pag (település)
Pag (olaszul: Pago, latinul: Pagus) város és község (járás) Horvátországban, Zára megyében.

## A község (járás) települései
Közigazgatásilag Bošana, Dinjiška, Gorica, Košljun, Miškovići, Pag, Smokvica, Stara Vas, Šimuni, Vlašići és Vrčići települések tartoznak hozzá.

## Fekvése
A város az Adriai-tengerben fekvő Pag sziget közepén, a keleti partról a sziget belsejébe mélyen benyúló, védett Pagi-öböl (Paški zaljev) délkeleti végében található.

## Története

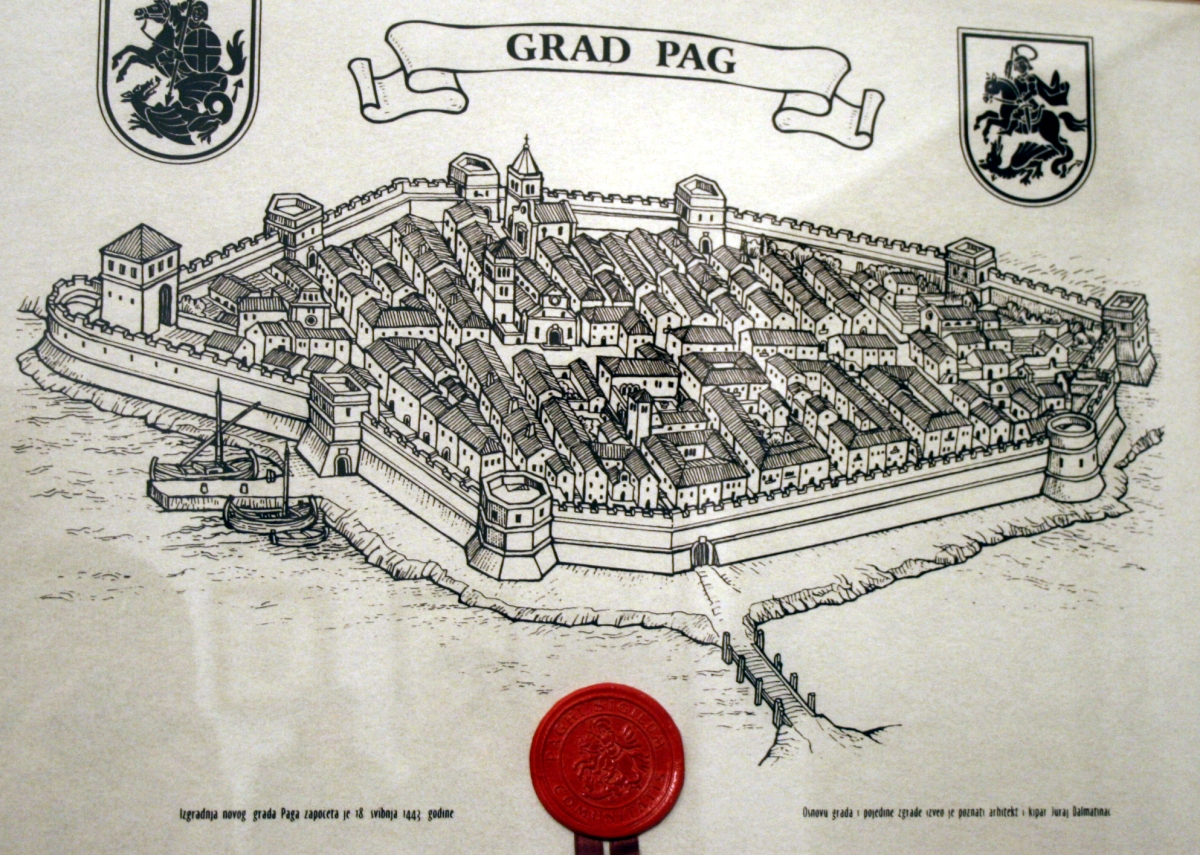
Pag látképe a középkorban

A sziget és a település neve a legelfogadottabb nézet szerint a latin „pagus” (falu) főnévből származik. A sziget legrégibb települése a már Plinius által az 1. században említett Cissa volt, mely az öböl északnyugati végében a mai Caska térségében feküdt. A régészeti leletek is megerősítik, hogy az ókorban egy nagyobb település volt a Sveta Jelena-Milac-Košljun alkotta háromszögben. A város a 4. század végéig állt fenn és a legenda szerint földrengés rombolta le. Ezután az itteniek délebbre a ma Stari gradnak nevezett helyre telepedtek le. Itt építették fel új városukat, melynek védőfalai, tornyai, üzletei, templomai, kolostorai, palotái voltak. Lakói kereskedelemmel, állattartással, sólepárlással, hajózással és halászattal foglalkoztak.
A középkori város a maitól 3 km-re délre feküdt. Első írásos említése a 10. században történik, amikor már a horvát állam része volt. Držislav István horvát király 976-ban szerezte meg Pagot Bizánctól és közigazgatási központtá tette. A 12. század elején Pag a Magyar Királyság része lett. 1192-ben felépült a Szűz Mária tiszteletére szentelt templom, amely ma is Stari grad domináns épülete. 1244-ben IV. Béla hálából, hogy lakói menedéket nyújtottak a tatárjárás idején szabad királyi várossá tette. A város ma is mint történetének egyik legjelentősebb eseményére emlékezik a király március 30-án kelt kiváltságlevelére. Zára fellázadása után Pag részleges önállóságot kapott, Nagy Lajos király pedig 1376-ban a többi dalmáciai városhoz hasonlóan elismerte teljes autonómiáját. A Zára elleni harcok következtében a város elpusztult, amikor 1393. március 23-án a zárai sereg betört a városba és minden oldalról felgyújtotta azt. Lakói közül is sokakat megöltek.
1403-ban Nápolyi László Dalmácia többi részével együtt a Velencei Köztársaságnak adta el és évszázadokra velencei fennhatóság alá került. A város 1433-ban kapta első statútumát. A 15. század közepén a török fenyegetés hatására lakói a város új helyen való felépítését határozták el. A munkák 1443-ban kezdődtek velencei építészek által kidolgozott tervek szerint. A tervezési és kivitelezési munkákban részt vett a kor nagy építésze és szobrásza a zárai születésű Juraj Dalmatinac (olaszul Giorgio da Sebenico) is. 1474. szeptember 18-án Pag grófjának és a városi elöljáróknak a vezetésével, a menet elején a csodatevő Szent Kereszttel a nép körmenetben vonult be az új városba.
A várost körülvevő magas és szilárd falakat tíz torony erősítette. A város lakóinak békét és biztonságot nyújtva biztosította a további fejlődést. Ezt követően fejlődtek Pag gazdasági kapcsolatai más területekkel is és sok fiatal pagi polgár tanult Európa nagy egyetemein. Az új városba való beköltözés ellenére nem feledkeztek meg a régi városról sem. 1589-ben a ferencesek itt építették fel kolostorukat, melynek maradványai még ma is láthatók. A pagiak minden év Nagyboldogasszony ünnepén átvonultak a régi városba, hogy együtt imádkozzanak a Szűzanya csodatevő szobra előtt. Az egyházi szertartás során a szobrot körmenetben vitték az új városba a Nagyboldogasszony templomba és ott a szentélyben állt egészen szeptember 7-ig, amikor Kisboldogasszony ünnepére visszavitték őrzőhelyére. Még a 16. században felépült a város sóraktára, 1792-ben pedig az első gimnázium épülete.
A 18. század végén Napóleon megszüntette a Velencei Köztársaságot. Pag szigete 1797 és 1805 között Habsburg uralom alá került, majd az egész Dalmáciával együtt a Francia Császárság része lett. 1815-ben a bécsi kongresszus újra Ausztriának adta, amely a Dalmát Királyság részeként Zárából igazgatta 1918-ig. A 19. század végén a városnak már közel négyezer lakosa volt. 1905-ben egy betegség a szőlőket elpusztította és emiatt emberek százai szegényedtek el, ekkor sok lakos emigrált a tengerentúlra. Emiatt a lakosság száma csökkent. A város csipkeverő iskoláját 1906-ban Frane Budak alapította, aki városvezetőként újjáépíttette a vízvezetéket, rendezte a város környezetét és megkísérelte az elektromos áram bevezetését is, de ez akkor még nem valósult meg. Ekkor fejlődött ki egy új gazdasági ág, a turizmus, amely azelőtt ismeretlen volt. A turizmus fejlődése nagyot lendített a város fejlődésén, amely kezdett a régi városmagon kívülre is terjeszkedni. Új városrészek jöttek létre: Vodice, Blato, Murvica, Varoš, Bašaca, Bošana és Sveta Jelena. A városnak 1910-ben 3699 lakosa volt.
Ezt követően előbb a Szerb-Horvát-Szlovén Királyság, majd Jugoszlávia része lett. 1941 júniusában az usztasa rezsim Slano-öbölben, Pag város közelében hozott létre egy koncentrációs tábort, ahol több ezer zsidó, szerb, horvát és disszidens halt meg. Amikor értesültek arról, hogy a sziget olasz ellenőrzés alá kerül, a foglyokat kivégezték. Az életben maradtak többségben a jasenovaci koncentrációs táborba kerültek. A város második nagy elnéptelenedése a II. világháború végén következett be.
A turizmus az 1960-as évektől lendült fel újra. 1968-ban megnyílt a korszerű, 370 ágyas „Bellewue” szálloda, új terek, autós kempingek, utak létesültek.
Az 1991–95-ös szerb-horvát háborúban a sziget volt az egyetlen kapocs az ország déli területei és az anyaország között.
A város lakói ma nagyrészt halászatból, állattenyésztésből és a turizmusból élnek. A településnek 2011-ben 2849, a községnek összesen 3846 lakosa volt.

## Lakosság
| Lakosság változása | Lakosság változása | Lakosság változása | Lakosság változása | Lakosság változása | Lakosság változása | Lakosság változása | Lakosság változása | Lakosság változása | Lakosság változása | Lakosság változása | Lakosság változása | Lakosság változása | Lakosság változása | Lakosság változása | Lakosság változása |
| ------------------ | ------------------ | ------------------ | ------------------ | ------------------ | ------------------ | ------------------ | ------------------ | ------------------ | ------------------ | ------------------ | ------------------ | ------------------ | ------------------ | ------------------ | ------------------ |
| 1857               | 1869               | 1880               | 1890               | 1900               | 1910               | 1921               | 1931               | 1948               | 1953               | 1961               | 1971               | 1981               | 1991               | 2001               | 2011               |
| 2.926              | 3.271              | 3.369              | 3.554              | 3.960              | 3.699              | 3.699              | 3.257              | 2.937              | 2.697              | 2.327              | 2.198              | 2.201              | 2.421              | 2.701              | 2.849              |

## Nevezetességei
- A régi város (Stari grad) a mai Pag központjától kissé délebbre fekszik. Egykor gazdag város volt, ma inkább gazdag régészeti lelőhely. Magját a román stílusú Szűz Mária templom és a ferences kolostor romjai képezik. A Szűz Mária templomot 1192-ben említik először és valószínűleg egy 8. századi óhorvát bazilika alapjain épült. Homlokzati domborművei Sulmonai Pál zárai szobrászművész alkotásai. A pagiak Nagyboldogasszony ünnepén évszázadok óta körmenetben viszik innen a Szűzanya csodatevő szobrát a városban levő Nagyboldogasszony templomba. 1241-ben ide menekült a tatárok elől IV. Béla király, ahol helyiek vendégül látták és adományokkal látták el. A tatárjárás után 1244-ben a király hálából szabad királyi város rangot adott a városnak. Gazdagsága miatt többször volt támadásnak kitéve. A kolostor udvarában ma is áll a tiszta vízű kút. A legenda szerint az egyik évben szörnyű szárazság volt és a pagiak segítségért imádkoztak a Szűzanyához. Hosszú könyörgések után az egyik reggelre a kolostor kútja csodás módon színültig telt meg vízzel megmentve így a szomjazó népet. Ennek az eseménynek a tiszteletére a Szűzanya itteni szobra különleges tiszteletet élvez. Az utóbbi években felgyorsultak a munkák a Stari grad és környékének rendezésére, hogy az újra visszanyerhesse régi fényét. A templom környékének rendezése során feltárták az 1318-ban alapított bencés kolostor maradványait a kolostor kútjával. Előkerült egy eddig ismeretlen átjáró is, amely a sóteleptől vezetett az egykori várhoz és valószínűleg védelmi célokat szolgált. Tervben van a Pag-Košljun úttól a templomhoz vezető lépcsősor mellett a város történetének legfontosabb eseményeit bemutató domborművek elhelyezése.[5]
- A magas tornyokkal erősített városfalak évszázadokon át védelmezték a várost az ellenséggel szemben. A tornyok nehéz és könnyű tüzérségi fegyverekkel is fel voltak szerelve. Az első erről szóló leírás 1680-ból származik. Feladatuk a város lakói mellett a közeli sótelepek védelme is volt, hiszen abban az időben egy kiló só ára vetekedett egy kiló aranyéval. A falakon kapuk vezettek át, melyek a mai városi hidakkal szemben nyíltak. Nagyrészt lebontották őket. A város védműveinek legépebben megmaradt része a Skrivanat-torony ma is eredeti formájában áll. A 15. században épített torony az egyetlen megmaradt objektum a falakat erősítő egykori tíz toronyból. Ez volt északról az első torony, amely a tenger felől védte a várost. Valamikor közvetlenül a parton állt, ma már mintegy ötven méter a parttól való távolsága. A mai városháza épülete is egykori ágyútoronyból lett átépítve.[6] A parti rész rekonstrukciója során megtalálták és megjelölték az egykori városfal vonalát.[7]
- A városmag egyik legszebb dísze a 2010-ben újjáépített Katine-híd. A régi hidat még a 15. században építették. A hídnak két nyílása van, amelyen átférnek a kisebb hajók, amelyek így védve vannak a bóra nagyobb lökéseivel szemben. A fehér kövekből épített híd hosszúsága 30 méter. A híddal kapcsolatos hagyomány, hogy a pagi farsang idején a híd nagyobbik ívénél égetik el Markót, egy szalmabábut bűnbakként az emberek balszerencséjéért és problémáiért. A hídon csak gyalogosan lehet közlekedni és a városmagot köti össze a sóraktárakkal.[8]
- A Kamerlengo-torony ma már nem látható eredeti formájában, mivel időközben a városháza céljára építették át. A Kamerlengo-torony eredetileg könnyű tűzfegyverekkel volt felszerelve, mivel funkciója a városközpont védelme és a főkapu, valamint a nyugati városfal őrzése volt. Meredek falai közvetlenül érintkeztek a tengerrel, lehetetlenné téve a hajók kikötését, amelyek így nem találtak erre alkalmas helyet. Ma a városháza intézményei vannak itt elhelyezve, ezenkívül nyaranta konferenciákat, képzőművészeti kiállításokat rendeznek benne.[9]
- A város fő megélhetési forrása a sólepárlás volt, ahol meg kellett oldani a só tárolását és őrzését is. A Pagi-öbölben só raktározásáról szóló első írásos adatok 1368-ból származnak. Addig a sólepárlók magánkézben voltak, de ebben az évben a só raktározása és értékesítése már állami monopólium volt. A raktározás hagyományos módja 1826-ig tartott, amikor az állam négy új raktárat építtetett, hogy a sót megóvja az időjárás viszontagságaitól. Idővel azonban ez is kevésnek bizonyult a só összegyűjtésére, így a régi Szent Ferenc és Szent Antal templomokat is erre a célra vették igénybe. 1847-ben a Pagi-öbölben öt nagy sóraktár állt, melyek a Franjo Josip (Ferenc József), a Lodovico (Lajos), az Ivan Krstitelj (Keresztelő János), a Ferdinand Maksimilijan (Ferdinánd Miksa) és a Sveti Marko (Szent Márk) nevet viselték. 1849-ben a régi velencei sóraktárak felújításával a tárolás gondja hosszú időre megoldódott. Később a raktárak száma tovább nőtt, így 1945-ben már tíz raktárépület volt. Ma a sóraktárak ipari műemlékek[10] és az elsőben, mely a Ferdinánd nevet viseli állandó kiállítást rendeztek be a sólepárlás történetéből.[11]
- A Szent Margit tiszteletére szentelt bencés templom és kolostor[12] a különösen értékes Szent Miklós kápolnával a városfal nyugati részénél épült gótikus elemekkel, reneszánsz stílusban. Története a Szent Benedek rendi nővérek 1318-as rendház alapításával kezdődik, melynek előzménye bencések férfi rendjének prosikai Szent Péter apátsága volt, amely a feltételezések szerint már századokkal előbb a horvát nemzeti királyok idejében is létezett. A bencések különösen jelentős szerepet játszottak a sziget leány gyermekeinek nevelésében, akiket megtanítottak a csipkeverésre, a kolostor falain belül ingyenes népiskola és óvoda működött szakképzett szerzetes tanítónők irányításával. A II. világháború idején a kolostor élelmezte a gyerekeket és a szegényeket. A honvédő háború idején a nélkülözések enyhítésére tartotta a kapcsolatot a külföldi karitász szervezetekkel és a világ bencés kolostoraival. A bencés nővérek 1435-óta őrzik a Szent Töviskorona ereklyéjét, amelyet Ivan Tutnić Pažanin ferences szerzetes hozott nekik a Szentföldről. Az ereklye mellett a bencések kincstárában őrzik a Szűzanya stari gradi csodatevő szobrát is és egy csodatevő feszületet, amely a stari gradi Szent Antal templomból származik. A nővérek több évszázada készítik az édes és illatos pagi süteményt a baškotinit, amelyet csak a rendházban lehet kapni.[13]
- A Szent György templom[14] a 15. században épült a város északi részén Juraj Dalmatinac tervei szerint vagy közreműködésével. Eredetileg Szent Márk tiszteletére is volt szentelve. A 16. századi bővítés során jellegzetes reneszánsz homlokzatot kapott. A román stílusú kapuzat fölötti lunettát a stari gradi azonos titulusú templomról hozták át. A kapuzattól balra zömök, alacsony négyszögletes harangtorony áll. A templomban csak időnként tartanak misét, belső tere jobbára kiállítótérként szolgál.[15]
- A Nagyboldogasszony templom[16] egy háromhajós bazilika hármas apszissal. A város központi terén áll. Székesegyháznak épült, azonban ezt a rangot sohasem érte el. Egyszerű román stílusú homlokzatát látványos gótikus kapuzat és nagyméretű míves rózsaablak ablak díszítik, melynek részleteiben a pagi csipke motívumai ismerhetők fel. 1443-ban a város erődítéseivel együtt kezdték építeni, az építés 1446-ban került Juraj Dalmatinac irányítása alá és a 16. század elején lett teljesen készen. Harangtornya 1526-ban épült. A 18. században megújították, ekkor kapta mennyezetstukkóit. A sekrestye és az oldalhajók boltozata gótikus, keresztbordázatos. A Rózsafüzér Királynőjét ábrázoló oltárképe nagy művészeti értékkel bíró velencei munka. A templomban őriznek egy a Stari gradból származó, a 15. század elején készített gótikus keresztet.[17]
- A minoriták Szent Ferenc temploma[18]  a városmag déli részén található. A mellette állt kolostor csak 1785-ig működött, mert a szerzetesrendeket ekkor megszüntették. Ezután az épületbe az iskola költözött, amely 1854-ig működött, amikor a kolostort lebontották. A templom arról nevezetes, hogy minden Virágvasárnap a templomból körmenet indul a Nagyboldogasszony templom felé és a hívek olajfaágakat visznek a kezükben. A templom általában zárva van a nyilvánosság elől, csak rendkívüli alkalmakkor látogatható.[19]
- A Szent Miklós templom a várostól északkeletre a tenger mellett áll. Szent Miklós a tengerészek védőszentje, akinek ünnepén minden év december 6-án a város népe kigyalogolt a mintegy egy órára fekvő templomhoz, hogy részt vegyen az ünnepi istentiszteleten. Egykor a város egyik legfontosabb temploma volt, jelentőségét azonban mára már elveszítette, inkább kulturális emlék maradt. Felújítása és környezetének rendbetétele folyamatban van.[20]
- A város főterén a Nagyboldogasszony templommal szemben áll a 15. századi kormányzói palota[21] épülete. A velencei uralom idején itt volt a sziget kormányzójának székhelye. Pag utolsó kormányzója Lauro Ruić filozófus és jogász volt. A kétemeletes palotát mára kultúrpalotává alakították át. Kulturális eseményeket, kiállításokat rendeznek benne. A nyári hónapokban előadásokat, a pagi kulturális nyár eseményeit tartják itt. A palota átriumában egy szép díszes kút és két magas pálmafa található, amely a kapuzat gazdagon díszített boltozatával együtt a régi dalmát hangulatot adja vissza. 2010-ben az első nemzetközi csipkefesztivál idején a palota földszintjén állandó kiállítás nyílt a pagi csipkékből.[22]
- Gazdag helyi családok házai és palotái a 16. és 17. századból.
- A sziget legmagasabb hegye a Szent Vid-hegy kedvelt turisztikai célpont. A 348 méter magas hegy tetejét az 1348-ban Szent Vid tiszteletére épített kápolna díszíti. Nagyszerű kilátás nyílik inne a környező településekre (Pag, Kolan, Šimuni, Mandre, Košljun stb.), valamint a környező szigetekre (Rab, Mali Lošinj, Silba, Olib, Maun, Lukar stb.). Szép időben ideális légköri viszonyok között a Velebit hegység legnagyobb része is látszik. A hegyre több túraösvény is vezet a városhoz tartozó Dubrava (mintegy háromnegyed órás gyalogút), illetve Kolan (egy és negyed óra) felől.[23]
- A Pag-sziget középső része földrajzi fekvése alapján a 15. hosszúsági fok mentén található. Ennek megjelölésére a várostól 5 km-re, a Szent Vid-hegy alatt egy márvány emlékművet készítettek. Az emlékmű márványkövébe az Adria vidékének térképe van bevésve, melyet a hosszúsági fok jelölése hasít ketté. Az emlékművet kör alakú kőépítmény övezi.[24]
- Az óvárosban lévő Szent Márton templomot 1300-ban említik először egy rövid krónikában, de már 1579-ben rom volt. A templom falai a keleti oldalon egy méter, az apszis egyik részén és a jobb oldal falnál csaknem három méter magasan állnak. Az apszis 2,50 méter széles és 1,5 méter mélységű. A falmaradványok arra utalnak, hogy a templom boltozatos volt. Az apszistól a hosszanti falak látható maradványainak végéig  a távolság körülbelül 8 méter. A templom szélessége körülbelül 4,45 méter, a falak vastagsága pedig körülbelül 60 cm. A finomra megmunkált kővel végzett falazás technikája a román korszakra jellemző.[25]
- A Mirković-palota egy háromszintes, nyeregtetős lakóépület, mely a hozzá tartozó gazdasági részekkel a 15. század második felében épült a Mirković pagi nemesi család reprezentatív palotájaként. Alaprajza L alakú, a második emeletig nagy kőtömbökből, ettől felfelé pedig tört kövekből épül fel. A földszinten van egy csúcsos boltíves kocsibejáró, a belső udvaron pedig egy profilozott kávájú kút található. Az udvari homlokzatra két reneszánsz címer került. Itt született Ivan Mirković szobrászművész.[26]
- A pagi sajt előállításának készítési módja azóta változatlan, mióta a horvátok letelepedtek a szigeten. A sajtot csak pagi juhok tejéből állítják elő. A folyamat a tej fejéséből, alvasztásából és érleléséből áll.  A tej minőségét garantálják az éghajlati viszonyok, és azok füvek, amelyek a juhok táplálékát szolgálják. A fejés az akol nyitott részén történt. Ezután a tejet a kocsmába vitték alvasztásra. A sajt esetében a tejhez bárány gyomrából természetes alvasztóanyagot adtak, amelyet jól megsóztak. A sajtot ezután érlelés céljából sós lében tartották. Ezután a sajtokat fa polcokra helyezték és az egyenletes szárítás érdekében rendszeresen forgatták. A sajtot öt hónaptól egy évig szárították.[27]
- A pagi „baškotin” a római kultúrából származó sütemények körébe tartozik. Neve a latin „biscoctus” (kétszer sütve) szóból származik és bizonyos olasz régiókból kereskedelem és csere útján terjedt el az egész Földközi-tenger térségében. Az eredeti péksütemény különféle formaváltozásokon és receptmódosításokon átesve került át a Horvát Adria partjára, ahol azonos vagy hasonló névvel ismerik. A pagi baškotin elkészítési módját a 14. században alapított Szent Margit bencés apácakolostor szerzetesei alakították ki.[28]
- Ugyancsak a Szent Margit kolostorban készülő desszertkülönlegesség a „koludraška štrika”. A pagi koludraška štrika tésztából és töltelékből áll, és kézzel készül a kolostor régi receptje szerint. A tésztát lisztből, tojásból, cukorból és vajból készítik, vanília, sütőpor és só hozzáadásával. A töltelék őrölt mandula és dió keverékéből áll, fűszerekkel, citromhéjjal, vaníliával és maraschinoval keverve. A hosszú csíkokra formázott, hullámos oldalú tésztába helyezik tölteléket, majd sütés előtt villával húzzák végig, hogy díszítésként csíkokat kapjanak. A sült és lehűtött desszertet porcukorral szórják meg. Végül szalag, vagy szív alakúra formázzák.[29]

## Kultúra

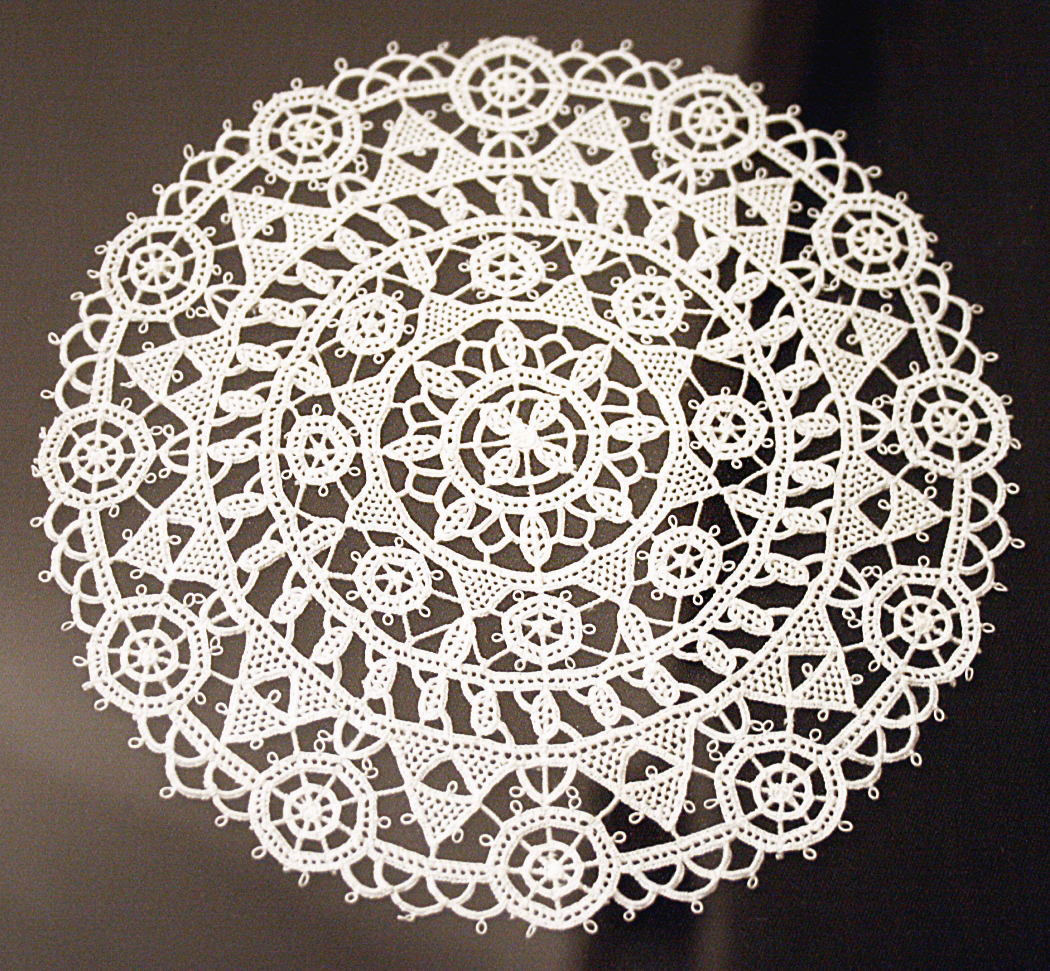
A pagi csipke

A varrott pagi csipke a reneszánsz időszakától egészen a 19. század végéig nem változott. Ez a csipketípus jobbára Pag városára jellemző, ahol a hagyományos textil kézműves termékek része. A pagi csipke egyik alapmotívuma a népviseleten is meg található reticcela. Ez egy vászonból kiszabott négyzet, amelyet pókhálószerűen töltenek ki, így képezve alapot az elkészíteni kívánt motívumok hímzéséhez. Pag város népviseletének fejpántja is csipkéből készült. A pagi Szent Margit kolostor bencés apácái csipkét használtak a liturgikus öltözékek díszítéséhez, és maguk is tanították pagi hímzést. 1840-ben iskolát is alapítottak a csipkézés megtanítására. A pagi csipke a lepoglavai és a hvari csipkével együtt 2009-ben felvételre került az emberiség szellemi kulturális örökségének UNESCO-jegyzékébe.
A „pokrivaca” egy női fejdísz, amelyet már 1288-ban a Vinodol-kódexben is említenek. A pokrivaca a szűkebb adriai kulturális térség népviseletének része, egyúttal a méltóság jele. Nem más, mint egy hosszabb, és a hosszánál kisebb szélességű téglalap alakú kendő, amelyet háromszög alakban a fej köré tekernek. Leeresztett vége, mely a háromszög alsó csúcsa általában a tarkóig ér. Ünnepi alkalmakkor fehér színben viselik. Pántjának dísze a híres pagi csipkéből készül.

## Galéria

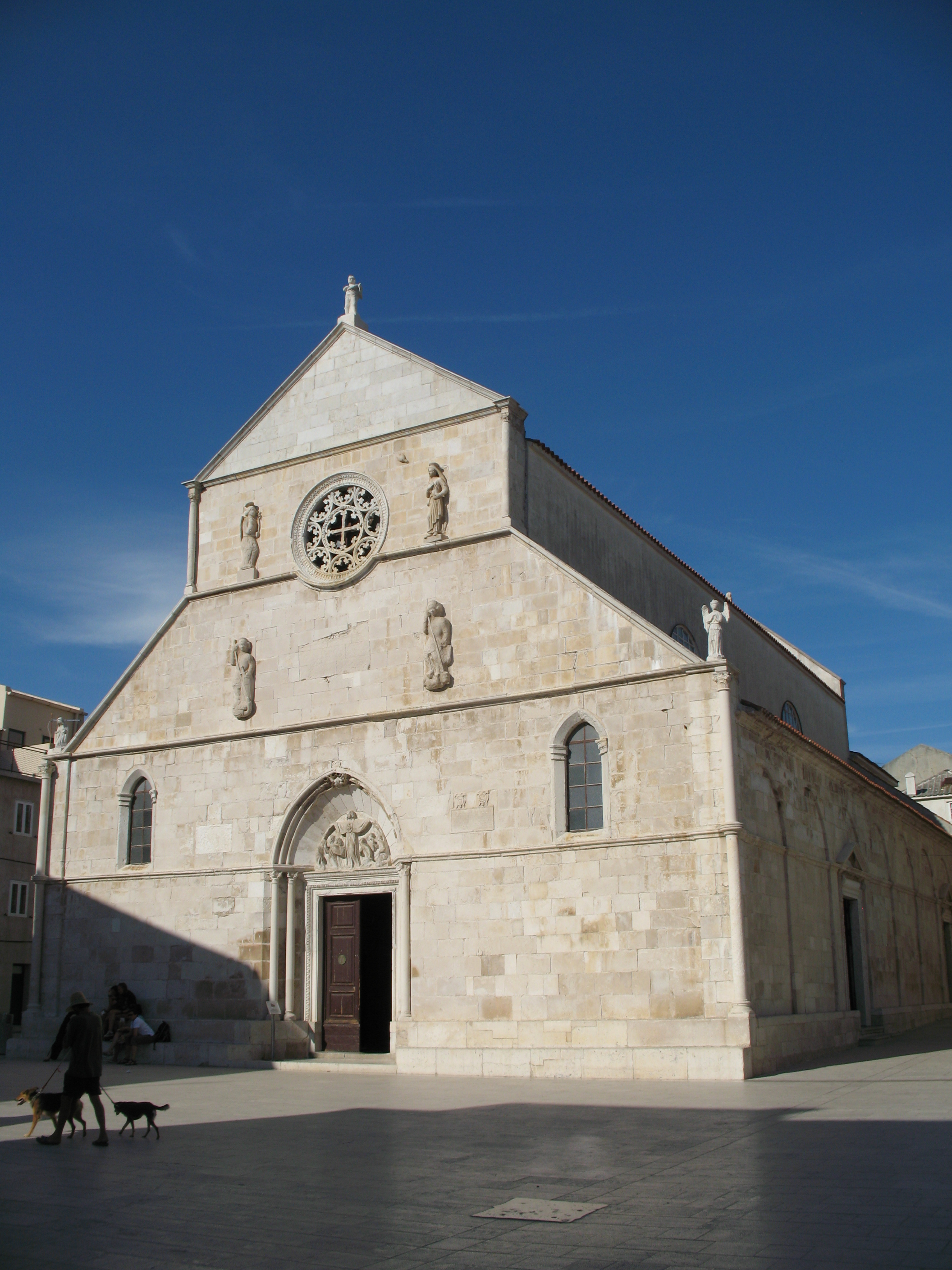
A Nagyboldogasszony templom
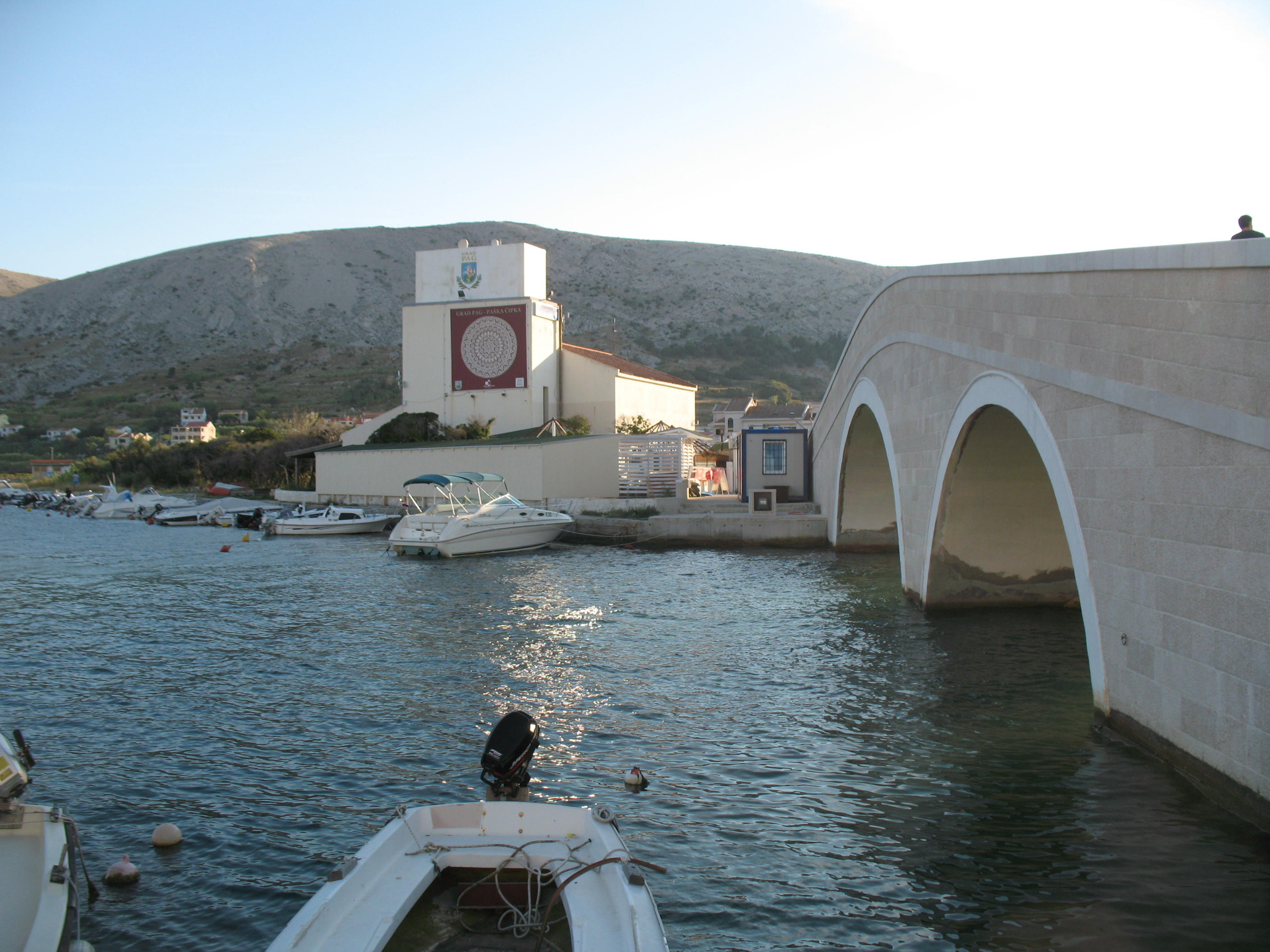
A Katine-híd
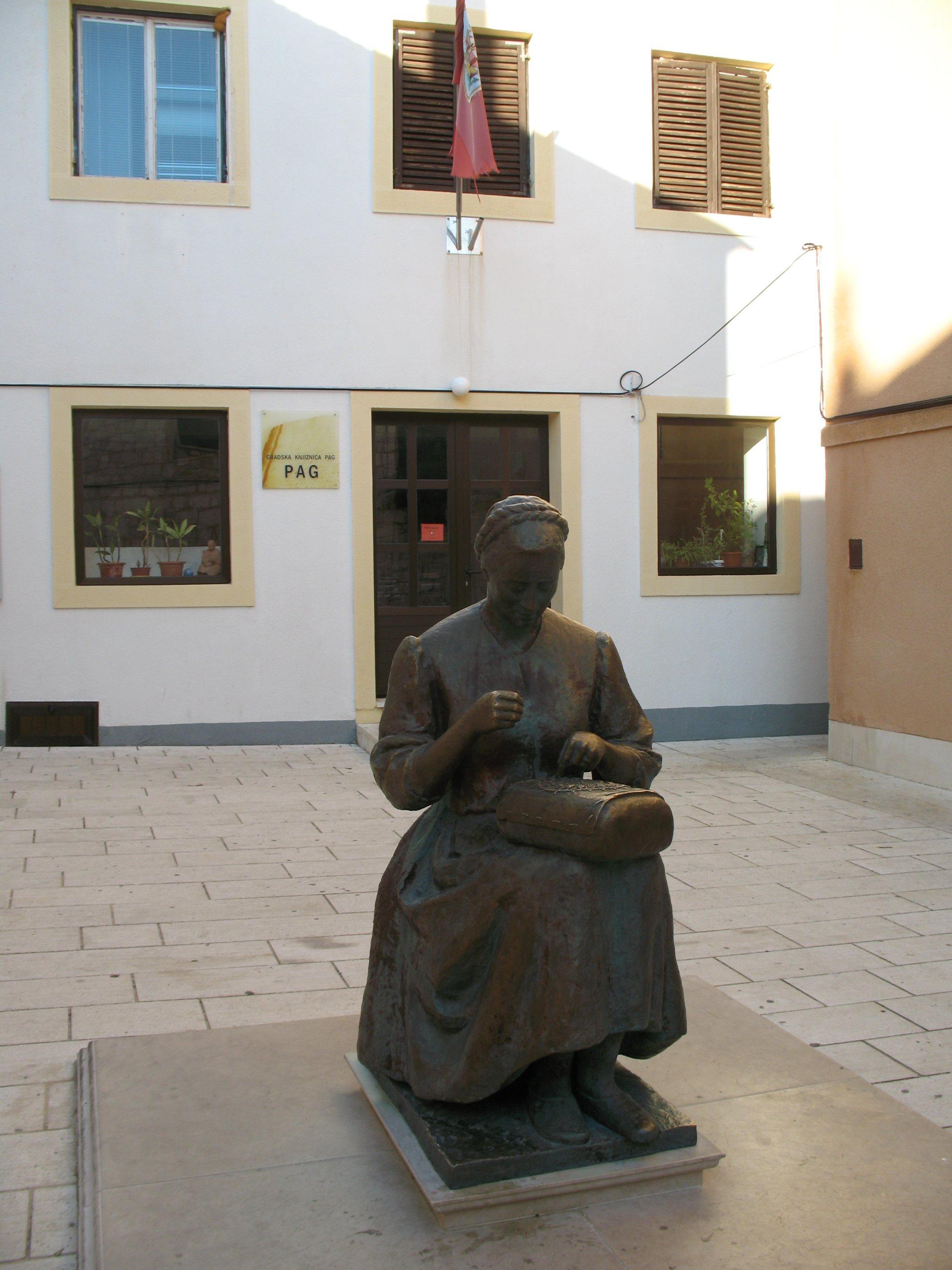
A pagi városi könyvtár épülete
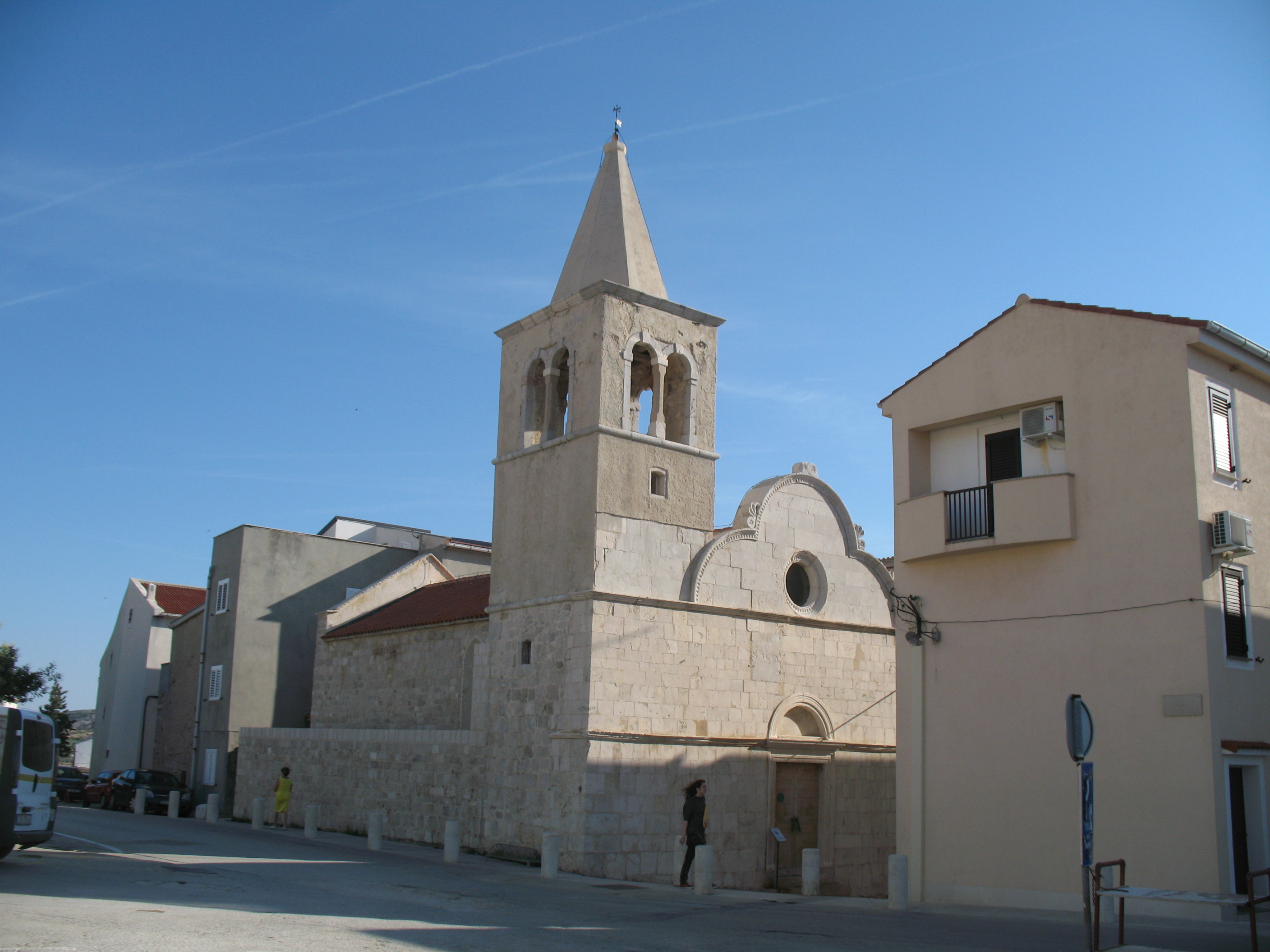
A Szent György templom
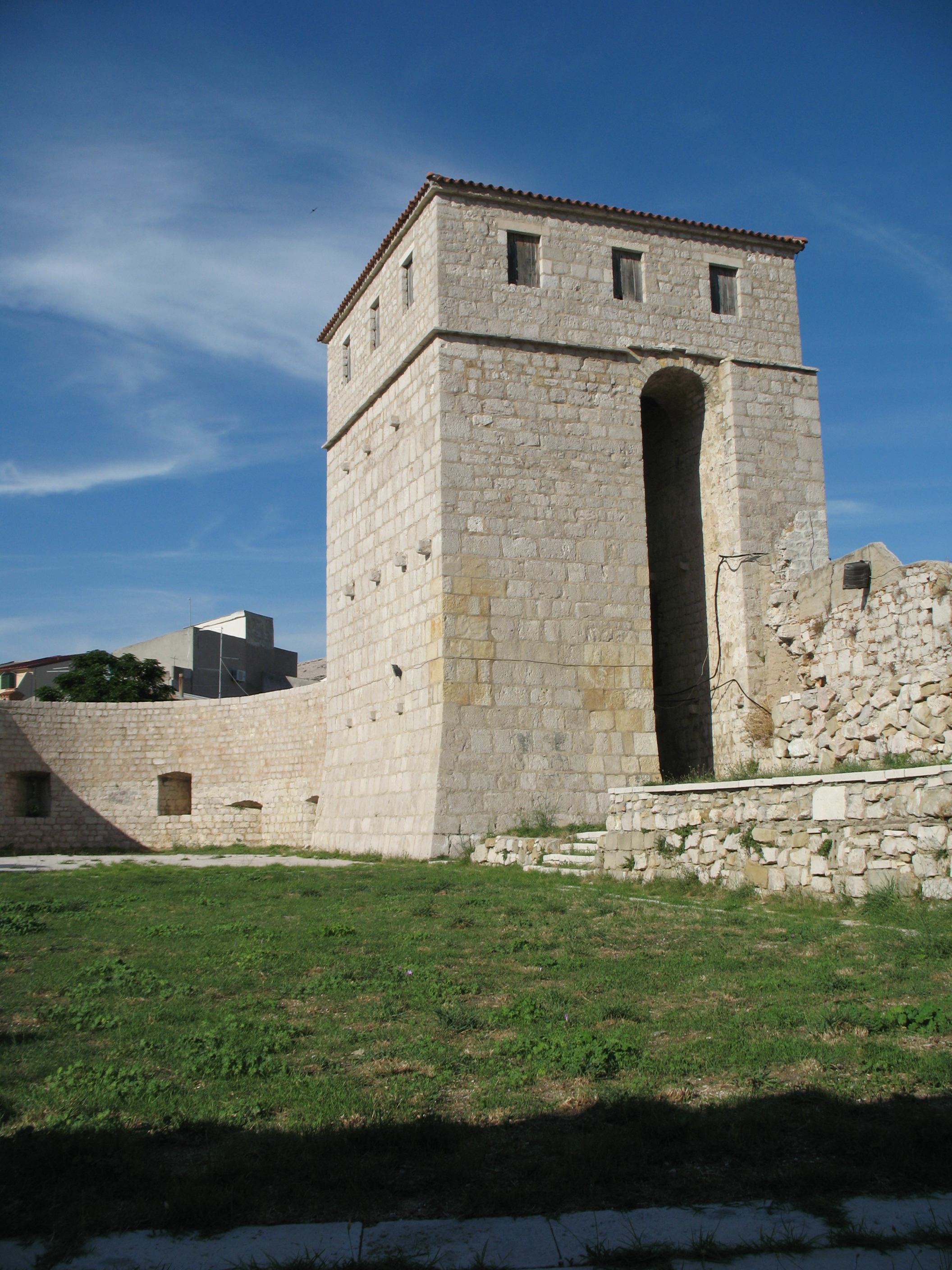
A Skrivanat-torony
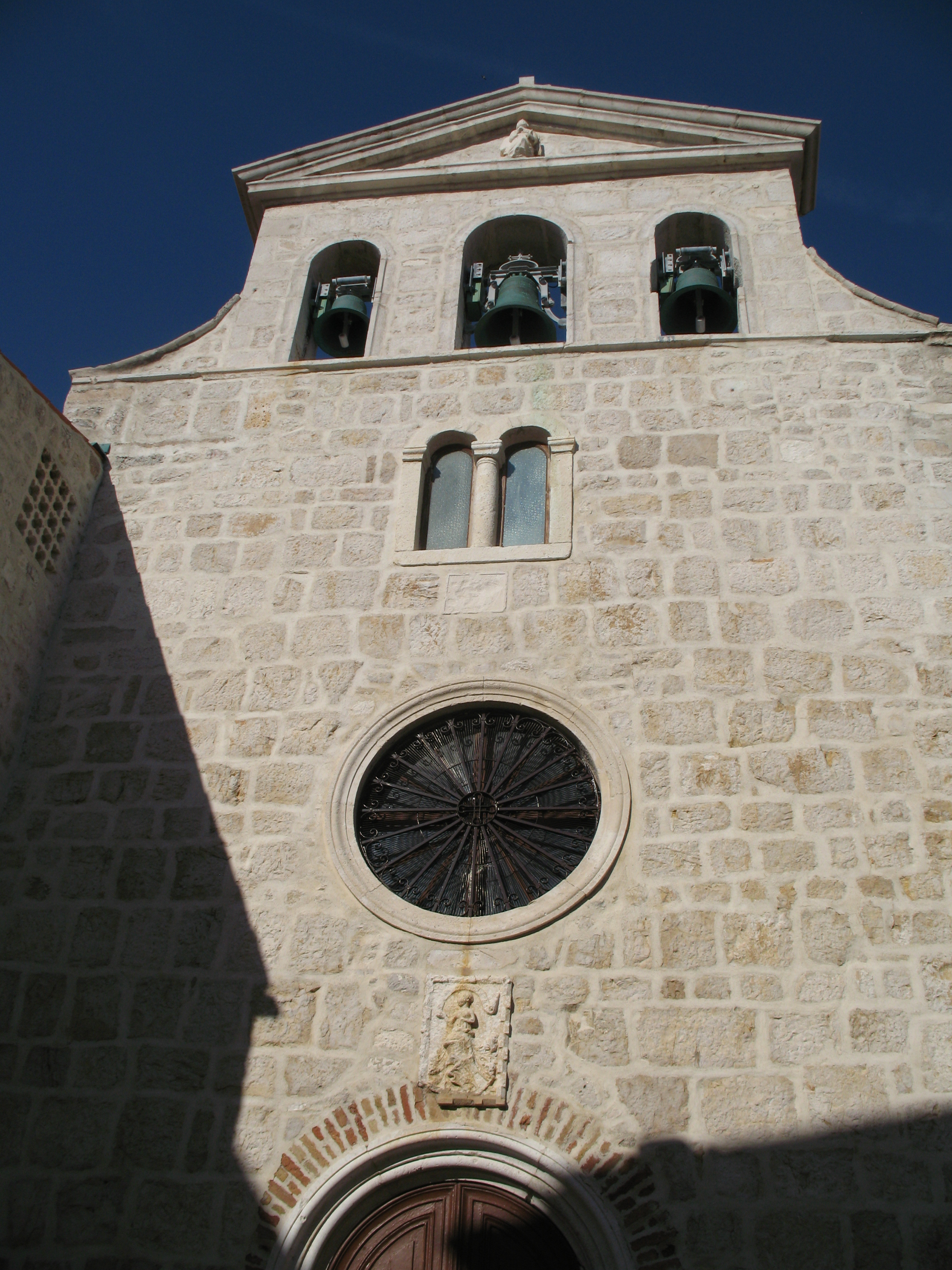
A Szent Margit templom homlokzata
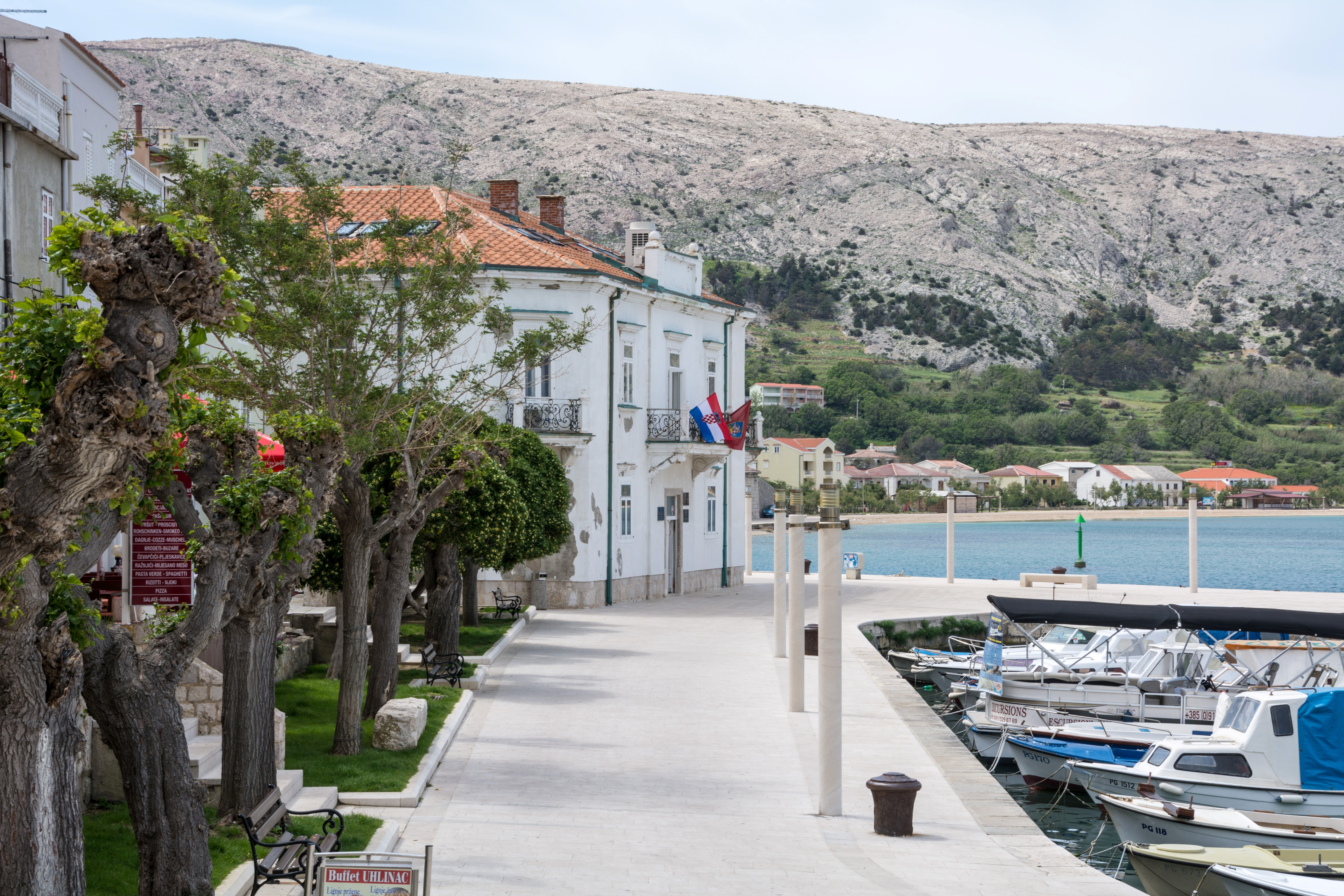
A városháza épülete
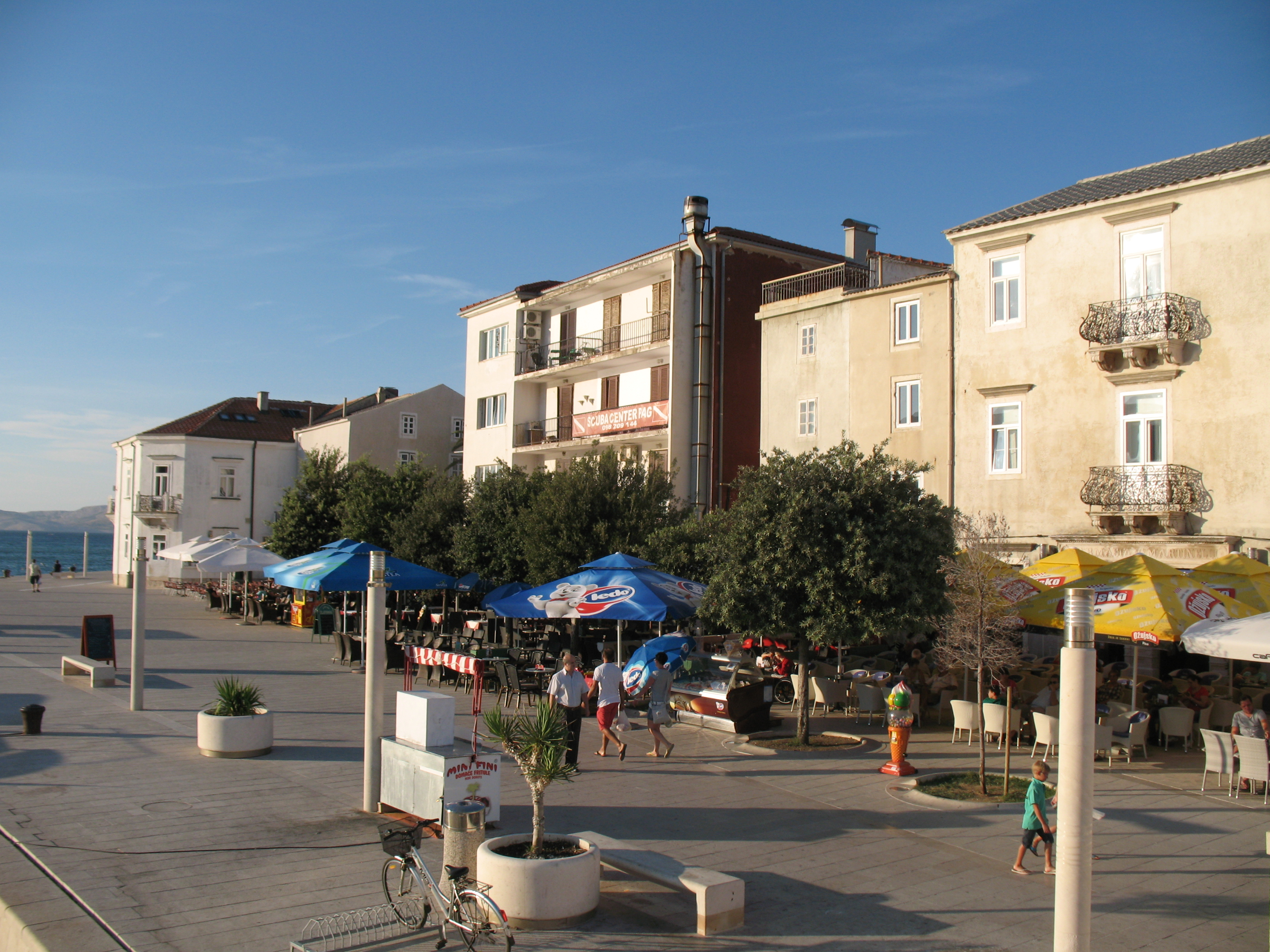
A belváros részlete
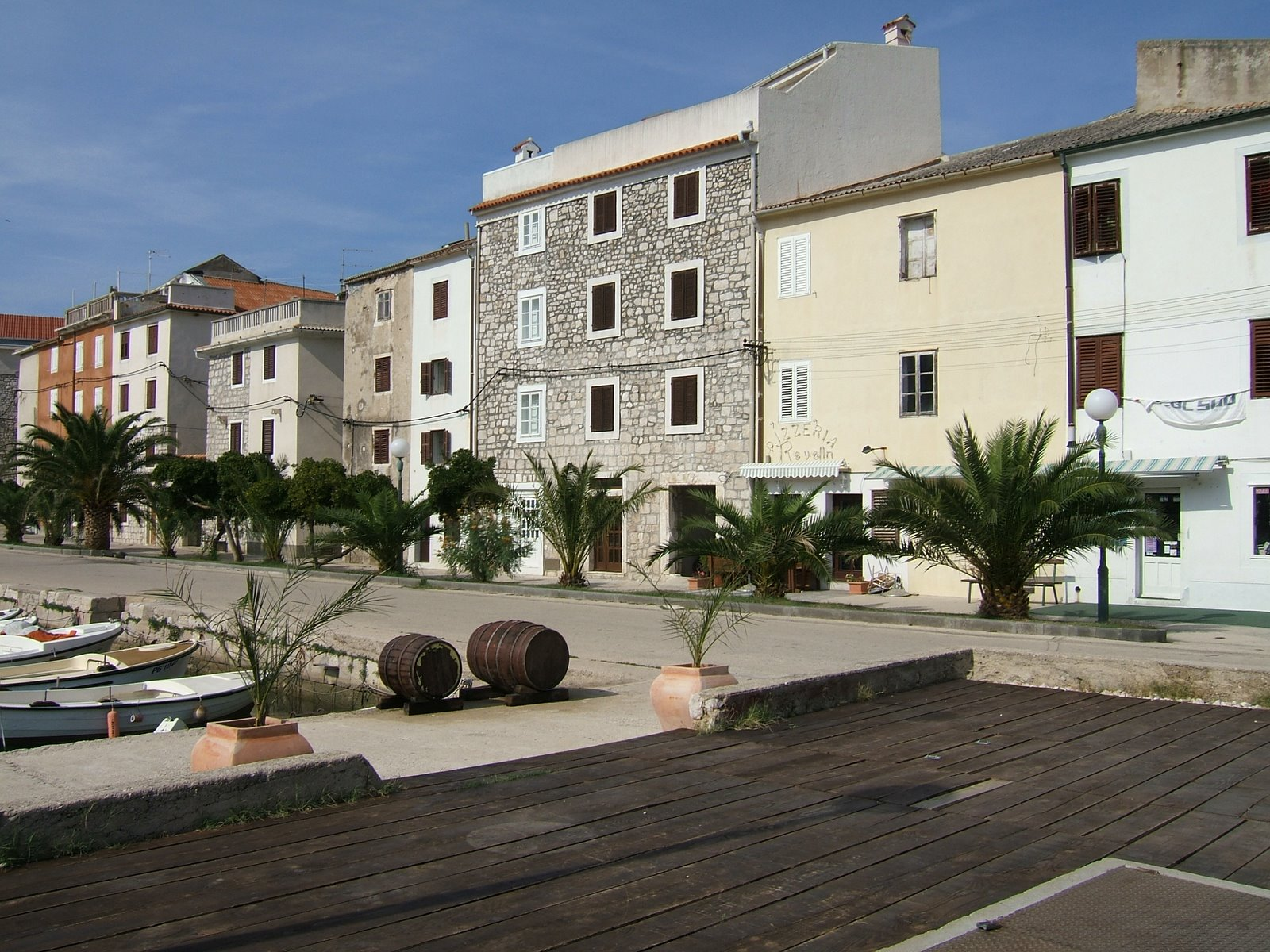
Kikötői házak
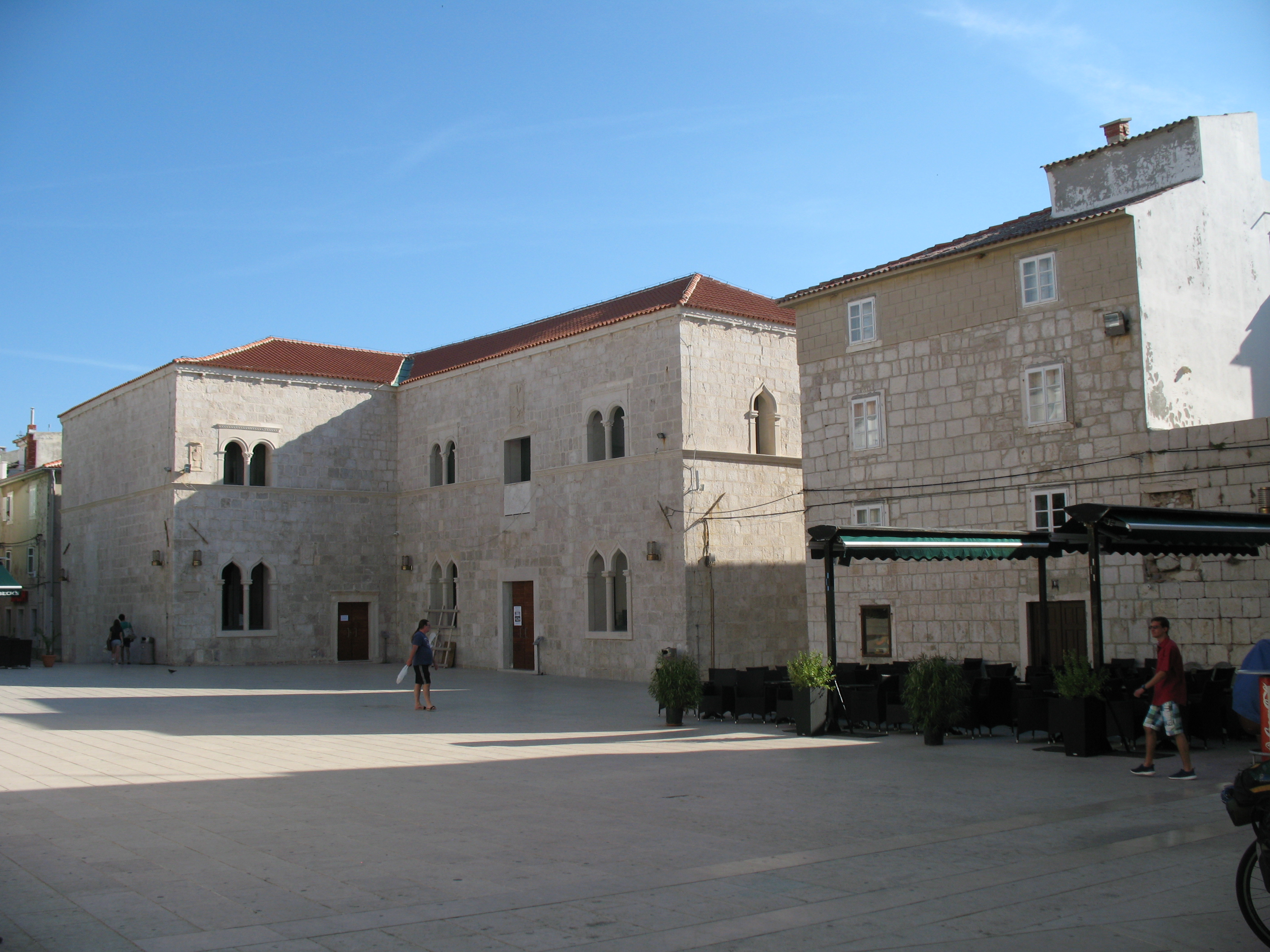
Pag főtere